# 551年
| 千纪： | 1千纪 |
| 世纪： | 5世纪 \| 6世纪 \| 7世纪 |
| 年代： | 520年代 \| 530年代 \| 540年代 \| 550年代 \| 560年代 \| 570年代 \| 580年代                                                    |
| 年份： | 546年 \| 547年 \| 548年 \| 549年 \| 550年 \| 551年 \| 552年 \| 553年 \| 554年 \| 555年 \| 556年                              |
| 纪年： | 辛未年（羊年）；南朝梁大宝二年，天正元年；高昌和平元年；西魏大统十七年；北齊天保二年；侯景太始元年；新罗建元十六年，開國元年 |

## 大事记
- 侯景廢梁簡文帝蕭綱，再立梁武帝曾孫豫章王蕭棟為帝，改元天正，並大殺蕭綱諸子。同年，再命蕭棟給自己加殊禮、九錫，逼蕭棟禪讓，侯景登極為帝，國號漢，改元太始。

## 逝世
- 元宝炬，西魏孝文帝（507年 - 551年，44岁）
- 元善見，東魏孝靜帝（524年 - 551年，27岁）
- 蕭綱，梁簡文帝，梁武帝蕭衍第三子，昭明太子蕭統的胞弟。